# T-2 (潜水艦)
|           |                                                      |
| 艦歴      |                                                      |
| 発注      |                                                      |
| 起工      | 1917年5月31日                                        |
| 進水      | 1919年9月6日                                         |
| 就役      | 1922年1月7日                                         |
| 退役      | 1923年7月16日                                        |
| その後    | 1931年にスクラップとして廃棄                         |
| 除籍      | 1930年9月19日                                        |
| 性能諸元  |                                                      |
| 排水量    | 水上 1,107トン、水中 1,482トン                       |
| 全長      | 268 ft 9 in (81.9 m)                                 |
| 全幅      | 22 ft 10 in (7.0 m)                                  |
| 吃水      | 14 ft 2 in (4.3 m)                                   |
| 機関      | NELSECO製6気筒ディーゼルエンジン4基、電動モーター2基 |
| 最大速    | 水上 20ノット (37 km/h) 水中 10.5ノット (19.4 km/h)  |
| 航続距離: | 3,000カイリ（14ノット時） （26 km/h 時に 5,550 km）  |
| 試験深度: | 150ft (46m)                                          |
| 乗員      | 士官4名、下士官5名、兵員45名                         |
| 兵装      | 18インチ魚雷発射管4門、 4インチ砲1門                 |

T-2 (USS T-1, SS-60/SF-2) は、アメリカ海軍の潜水艦。AA-1級潜水艦の2番艦。当初の艦名はAA-2 (USS AA-2) であった。

## 艦歴
AA-2は1917年5月31日にマサチューセッツ州クインシーのフォアリバー造船所で起工した。1919年9月6日にマドレーン・エヴェレットによって命名、進水、1920年7月17日に SF-2 （艦隊潜水艦）に艦種変更、1920年9月22日に T-2 と改名され、1922年1月7日にボストン海軍工廠で艦長クラーク・ウィザーズ大尉の指揮下就役した。
T-2 は3隻のT級潜水艦の中で最後に就役し、その就役期間は18ヶ月間のみであった。T-2 の唯一の任務は、水上艦隊のための長距離偵察哨戒であった。姉妹艦同様に第15潜水戦隊に配属された T-2 は大西洋艦隊と共に乗組員の訓練および艦隊演習に従事する。1922年の秋までにT級潜水艦の設計上の不具合は明確となり、その結果 T-2 は1923年7月16日にバージニア州ハンプトン・ローズの潜水艦基地で退役、予備役として保管される。その後ペンシルベニア州フィラデルフィアに移動され7年間を過ごした後、1930年9月19日に除籍された。T-2 は解体後1930年11月20日にスクラップとして売却された。